# Gustave de Eichthal
El barón Gustave de Eichthal (Nancy, 22 de marzo de 1804 -  París, 9 de abril de 1886) fue un escritor, helenista, etnólogo y teórico político francés.

## Biografía
Hijo del barón Louis d'Eichthal, fundador del banco Louis de Eichthal en París, y nieto de Aron Elias Seligmann, Gustave de Eichthal es hermano de Adolphe de Eichthal y cuñado de Michel-Charles Chegaray. Se había casado con Cécile Rodrigues-Henriques, hija del financiero Édouard Rodrigues-Henriques y Sophie Lopes Henriques de Saa, y cuñada de Ernest Goüin. Son los padres de Eugène de Eichthal y los abuelos de Jean Le Bret.
Gustave fue educado en una escuela católica privada, luego en Lycée Henri-IV.
Fue alumno de Augusto Comte y seguidor del sansimonismo. Eichthal conoce a Hegel en Berlín, en Mendelssohns, y traduce y ayuda a difundir autores como Kant, Herder y Lessing en Francia. Conoció a John Stuart Mill durante un viaje a Inglaterra en 1828. Saint-simoniano desde 1829, se convirtió en uno de los principales financieros y en una de las principales figuras del movimiento.
Miembro influyente de la Sociedad Geográfica y de la Sociedad Asiática, fue uno de los principales fundadores y secretario de la Sociedad Etnológica y fundador de la Sociedad para el Fomento de los Estudios Griegos.
Judío que se convirtió al catolicismo a la edad de trece años, más tarde se adhirió al evangelio sansimoniano. Amigo de Ismaïl Urbain, mulato venido de Cayena y convertido al Islam, escribió con él las Cartas sobre la raza negra y la raza blanca; es que ve en su camarada el prototipo de una nueva humanidad mestiza. Para él, "el negro y el judío son los dos marginados".
Colabora con Le Globo.
Construyó el Château des Fossés en el Domaine de Vert-Mont que su suegro le había cedido.
La Fundación Dosne-Thiers tiene en su biblioteca un Fondo Gustave d'Eichthal sobre el sansimonismo y los movimientos sociales durante la Restauración y el reinado de Luis Felipe.

## Obras
- Histoire et origine des Foulahs ou Fellans. Études sur l'histoire primitive des races océaniennes et américaines (1841)
- Les Évangiles (2 volúmenes, 1863)[1]
- Mélanges de critique biblique (1886)
- Gustave d'Eichthal. La Langue grecque, mémoires et notices, 1864-1884, precedida de una nota sobre los servicios prestados por Gustave d'Eichthal a Grecia y a los estudios griegos, del marqués de Queux de Saint-Hilaire (1887)

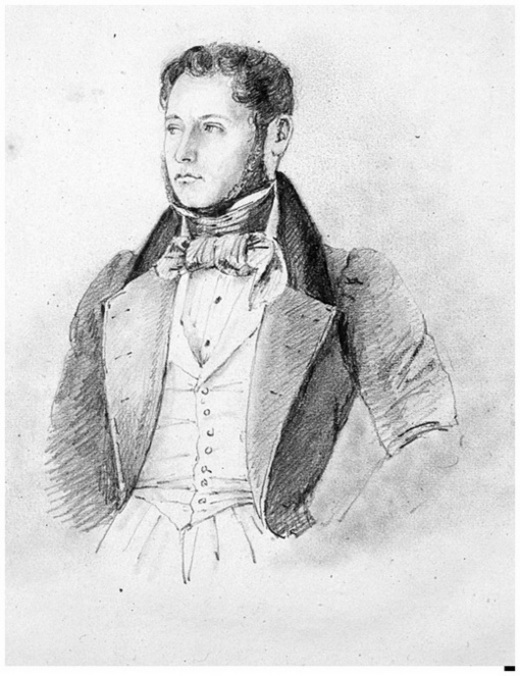
Retrato de Gustave d'Eichthal.